# Spas (rejon kamionecki)
Spas (ukr. Спас) – wieś na Ukrainie. Należy do rejonu lwowskiego (wcześniej do rejonu kamioneckiego) w obwodzie lwowskim i liczy 207 mieszkańców.

## Historia
W II Rzeczypospolitej do 1934 roku wieś stanowiła samodzielną gminę jednostkową w powiecie kamioneckim w woj. tarnopolskim. W związku z reformą scaleniową została 1 sierpnia 1934 roku włączona do nowo utworzonej wiejskiej gminy zbiorowej Żelechów Wielki (oraz częściowo do gminy Kamionka Strumiłowa) w tymże powiecie i województwie. Po wojnie wieś weszła w struktury administracyjne Związku Radzieckiego.